# Miravete de la Sierra
Miravete de la Sierra è un comune spagnolo di 42 abitanti situato nella comunità autonoma dell'Aragona.